# Коломайко Микола Іванович
Микола Іванович Коломайко (нар. 21 травня 1946) — український радянський діяч, машиніст гірничих виймальних машин шахти «Донецька» виробничого об'єднання «Торезантрацит» Донецької області. Депутат Верховної Ради СРСР 10—11-го скликань.

## Біографія
У 1964 році закінчив професійно-технічне училище.
У 1964—1966 роках — гірничий робітник очисного вибою шахти Донецької області.
У 1966—1968 роках — служба в Радянській армії.
З 1969 року — гірничий робітник, з 1970 року — машиніст гірничих виймальних машин, бригадир робітників очисного вибою шахти «Донецька» виробничого об'єднання «Торезантрацит» міста Торез Донецької області. 
У 1984 році заочно закінчив Донецький політехнічний інститут.
Потім — на пенсії в місті Торез (з 2016 року — Чистякове) Донецької області.